# Calabasas Pro Tennis Championships 2006
Il Calabasas Pro Tennis Championships 2006 è stato un torneo di tennis facente parte della categoria ATP Challenger Series nell'ambito dell'ATP Challenger Series 2006. Il torneo si è giocato a Calabasas negli Stati Uniti dal 16 al 22 ottobre 2006 su campi in cemento.

## Vincitori

### Singolare
Mark Philippoussis ha battuto in finale  Amer Delić con il punteggio di 6(4)–7, 7–6(4), 6–3

### Doppio
Robert Kendrick /  Cecil Mamiit hanno battuto in finale  Harel Levy /  Sam Warburg con il punteggio di 5–7, 6–4, [10-5]